# Ingineria proceselor

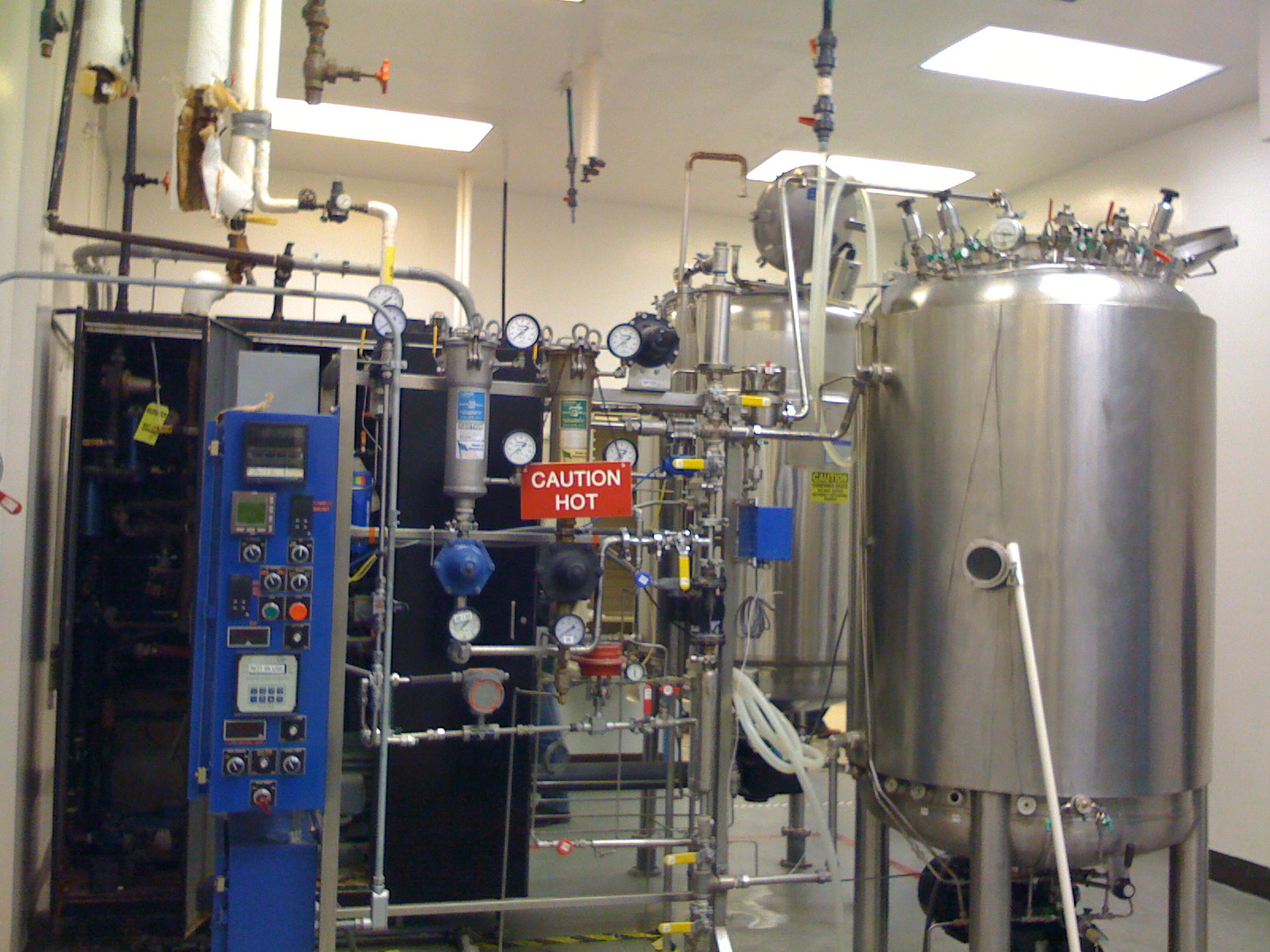
Bioreactoare

Ingineria proceselor reprezintă înțelegerea și aplicarea principiilor și legilor fundamentale ale naturii care permit transformarea materiei prime și energiei în produse utile societății, la nivel industrial. Folosind gradienții de presiune, temperatură și concentrație, precum și legea conservării masei, inginerii de procese pot dezvolta metode de sintetizare și purificare a cantităților mari de produse chimice dorite. Ingineria proceselor se concentrează pe proiectarea, operarea, controlul, optimizarea și intensificarea proceselor chimice, fizice și biologice. Ingineria proceselor cuprinde o gamă vastă de industrii, precum agricultură, industria auto, biotehnică, chimică, alimentară, dezvoltarea materialelor, minerit, dezvoltare nucleară, petrochimică, farmaceutică și software. Aplicarea metodelor sistematice bazate pe computer pentru inginerie de proces este „ingineria sistemelor de proces”.

## Vezi și
- Modelarea proceselor chimice
- Tehnolog chimic
- Inginerie industrială
- Proces industrial
- Știința materialelor
- Derapare de proces modulară
- Chimia procesului
- Fișă de flux de proces
- Integrarea proceselor
- Proces de inginerie a sistemelor

## Legături externe
- Centre for Process Systems Engineering (Imperial)
- Process Systems Engineering at Cornell University (Ithaca, New York)
- Department of Process Engineering at Stellenbosch University
- Process Research and Intelligent Systems Modeling (PRISM) group at BYU
- Process Systems Engineering at CMU
- Process Systems Engineering Laboratory at RWTH Aachen
- The Process Systems Engineering Laboratory (MIT)
- Research Challenges in Process Systems Engineering by Ignacio E. Grossmann and Arthur W. Westerberg